# Tocainide
La  tocainide è un antiaritmico, un principio attivo di indicazione specifica contro le anomalie del ritmo cardiaco (aritmie). Rientra nella classe IB.

## Effetti indesiderati
Fra gli effetti collaterali più frequenti si riscontrano vomito, agranulocitosi, nausea, vertigini.